# 매트 스키바
매튜 토마스 매트 스키바(영어: Matthew Thomas Matt Skiba, 1976년 2월 24일~ )는 미국의 음악가다. 그는 2015년부터 2022년까지 미국의 팝 펑크 밴드 블링크-182의 멤버였으며, 2022년 톰 델론지의 재합류로 탈퇴하였다.